# Petro Dyminskyj

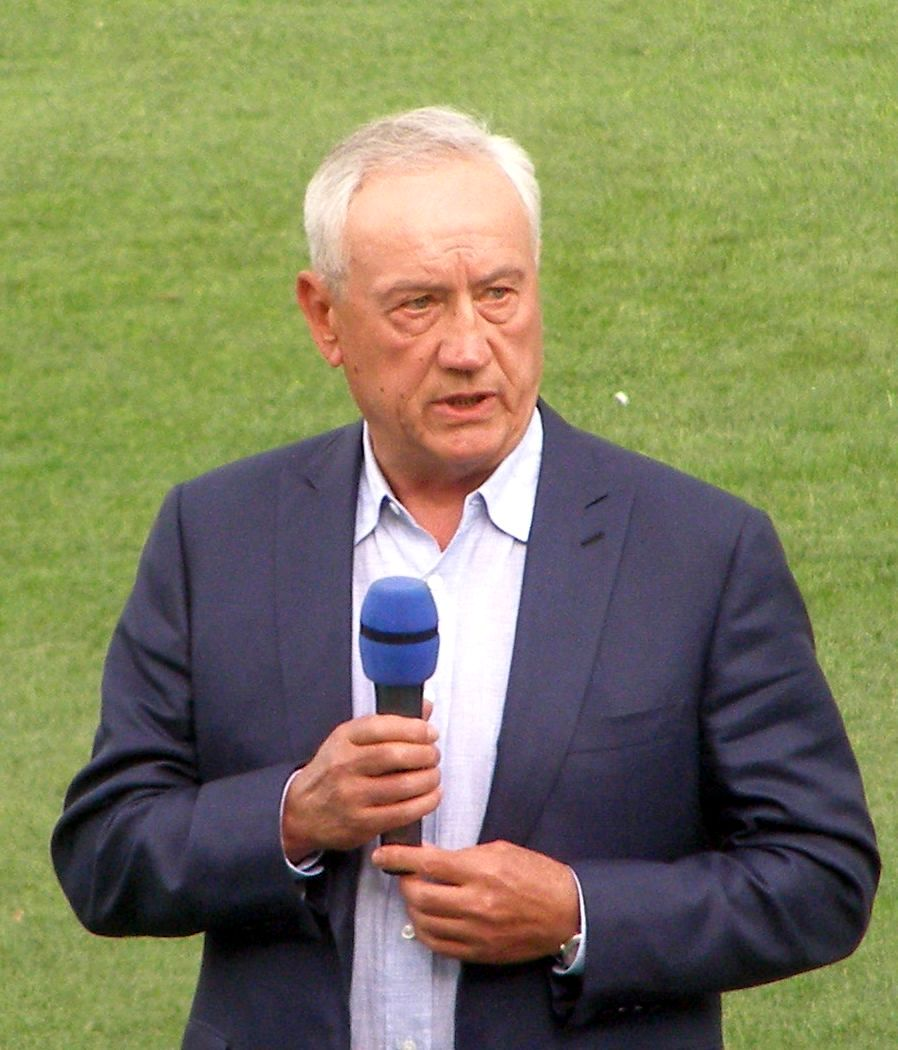
Petro Dyminskyj

Petro Petrowytsch Dyminskyj (ukrainisch Петро Петрович Димінський; * 27. November 1954 in Krywyj Rih) ist ein ukrainischer Unternehmer und Sportfunktionär.

## Leben
Dyminskyj spielte in seiner Jugend einige Jahre für den Fußballverein Krywbas Krywyj Rih. Er absolvierte ein Studium an der Bergbau-Akademie von Krywyj Rih und war in der Sowjetunion zunächst als Ingenieur und später als Leiter einer Erdölraffinerie tätig.
Nach der Unabhängigkeit der Ukraine im Jahr 1991 absolvierte er eine Business-Karriere und war zeitweise der Vorsitzende des Aufsichtsrates der Erdölraffinerie NPK Halychyna. Er gilt heute als einer der reichsten Männer der Ukraine. Von 2002 bis 2005 war er Abgeordneter der Werchowna Rada, des ukrainischen Parlaments.
Seit dem Jahr 2001 ist Dyminskyj Präsident des Fußballvereins Karpaty Lwiw. Nach seinem Amtsantritt etablierte sich das Team in der oberen Tabellenhälfte der Premjer-Liha und nahm in der Spielzeit 2010/11 erstmals an der Gruppenphase der UEFA Europa League teil.
Einer gemeinsamen journalistischen Untersuchung des Belarusian Investigative Center, NGL.media, OCCRP und anderer Ermittler sowie Cyber Partisans zufolge verkaufte Dyminskyj den ZIK-Kanal über die belarussische Absolutbank, die dem Geschäftsmann Mikalai Varabei gehört, und Dyminskyjs zypriotische Firma führte erfolglose Verhandlungen über den Kauf der belarussischen BTA Bank.